# 阿尔伯特·福尔
阿尔伯特·培根·福尔（Albert Bacon Fall，1861年11月26日—1944年11月30日），美国政治家，生于肯塔基州法兰克福，新墨西哥州参议员，沃伦·哈定总统时期内政部长，茶壺山醜聞案中因收受贿赂而入狱，是水门事件前美国入狱级别最高的联邦政府官员。